# Seksualni mazohizem
Seksualni mazohizem in spolni mazohizem, v novejših diagnostičnih zapisih seksualna mazohistična motnja, je stanje, kjer posameznik kot odgovor na zmerne do hujše bolečine doživljanja spolno vzburjenje in zadovoljitev. Da se lahko stanje diagnosticira kot motnjo, mora oseba poleg mazohističnih spolnih interesov doživljati tudi psihosocialne težave.

## Povezani izrazi in stanja
Najnovejša različica Diagnostičnega in statističnega priročnika duševnih motenj, DSM-5, stanje naziva z imenom seksualna mazohistična motnja. Motnja je definirana kot ponavljajoče in intenzivno spolno vzburjenje, do katerega pride kot posledica fizičnega ali psihološkega poniževanja, pretepanja, privezovanja in drugih oblik mučenja. Seksualni mazohizem spada med parafilije, neobičajne spolne prakse. Posamezniku bi seksualno mazohistično motnjo diagnosticirali, če ga njegove mazohistične fantazije ali nagoni spravljajo v stisko in mu škodijo na družbenem, kariernem ali drugem področju delovanja.
Mednarodna klasifikacija bolezni (ICD-10), ki jo ureja Svetovna zdravstvena organizacija (WHO), v priročniku navaja sadomazohizem. Stanje je opisano kot "preferenca do spolne aktivnosti, ki vključuje omejevanje (bondage) oziroma povzročanje bolečine in poniževanja." Dalje klasifikacija deli sadomazohizem na sadizem in mazohizem, pri čemer je glavni razločevalni kriterij, ali je posameznik raje prejemnik ali ponudnik omenjenih aktivnosti.
BDSM (iz angleškega izraza "bondage/discipline dominance/submission sadomasochism") je termin, ki se nanaša na subkulturo posameznikov, ki prostovoljno sodelujejo v raznih praksah blage ali stimulirane bolečine oziroma poniževanja.

## Značilnosti
Prevalenca seksualne mazohistične motnje v splošni populaciji ni poznana, a priročnik DSM-5 ocenjuje, da naj bi bilo 2,2% moških in 1,3% žensk udeležencev raznih praks BDSM, četudi ni znano, ali imajo omenjeno motnjo. S seksualno mazohistično motnjo se včasih povezuje obsežno uporabo pornografije, ki prikazuje poniževanje in podobne prizore.
Aktivnosti, ki se jih povezuje s seksualnim mazohizmom, lahko posameznik izvaja sam (na primer privezovanje, zbadanje z bucikami, apliciranje električnih sunkov itd.) ali s partnerjem (na primer privezovanje, udarjanje, bičanje, apliciranje električnih sunkov, ščipanje, pa tudi poniževanja, kot so uriniranje in iztrebljanje, prisiljeno oponašanje vedenja živali in verbalna zloraba).
V izjemnih primerih lahko pride do neželene smrti (denimo pri pretiranem apliciranju električnih sunkov). Eden izmed hujših primerov mazohizma je vključeval Bernda Brandesa, ki se je odzval na oglas Armina Meiwesa, v katerem je omenjeni iskal nekoga, pripravljenega biti zaklanega in pojedenega.
Po izvedbi fenomenološke študije ljudi, ki se udeležujejo seksualnih mazohističnih sej, so seksualni mazohizem opisali kot odvisnosti podobno tendenco, ki izkazuje več značilnosti, podobnih odvisnosti od mamil (hrepenenje, intoksikacija, toleranca in odtegnitev). Hkrati so ugotovili, da posamezniki pogosto pretirano poveličujejo prvo mazohistično izkušnjo in zaradi tega močno hrepenijo po nadaljnjih (podobno kot pri drugih oblikah odvisnosti).